# Trúc diệp Pù Luông
Trúc diệp Pù Luông (danh pháp: Spatholirion puluongense) là một loài thực vật có hoa trong họ Commelinaceae. Loài này được Aver. mô tả khoa học đầu tiên năm 2006.